# Josep Pascual i Vila
Josep Pascual i Vila (Mataró, Maresme, 3 de gener de 1895 - Barcelona, Barcelonès, 18 de setembre de 1979) fou un químic català fundador de la denominada Escola de Química Orgànica de Barcelona i acadèmic de la Reial Acadèmia de Ciències Exactes, Físiques i Naturals de Madrid.

## Biografia
Cursà estudis secundaris al col·legi dels Pares Escolapis de Mataró i es llicencià en Farmàcia (1916) i en Ciències Químiques (1917) a la Universitat de Barcelona (UB), les dues amb la qualificació de Premi Extraordinari. Sota la direcció del professor Antoni Garcia Banús, en els laboratoris de la UB, realitzà un treball sobre la tautomeria del clorur de bencilmagnesi amb el que obtingué el grau de doctor en Ciències Químiques per la Universitat Central de Madrid, 1922. El 1926 va obtenir un doctorat en Farmàcia  per la mateixa universitat amb una memòria sobre àcids biliars intitulada “Un procedimiento de deshidroxilación parcial de los ácidos colálicos”. Després, entre 1922 i 1923, es formà amb el Professor Heinrich Otto Wieland a Freiburg (Alemanya) estudiant els àcids biliars, tema pel que Wieland assolí el Premi Nobel de Química el 1927, i amb el Professor Fritz Pregl a Graz (Àustria) aprenent la tècnica del microanàlisi orgànic.
Va estudiar ciències i farmàcia a Barcelona. Posteriorment completà els estudis a Alemanya i Àustria. Va exercir de catedràtic a Salamanca i Sevilla (on fou vicerector), com també a la Universitat Autònoma de Barcelona i a la Universitat de Barcelona. Les seves investigacions se centraren en la química orgànica: l'homoserina, els hidroxiàcids ciclàmics i ortoèsters.
Va ser director de l'Instituto de Química del Centro de Investigación y Desarrollo del CSIC, acadèmic de la Reial Acadèmia de Ciències Exactes, Físiques i Naturals (1963) i president de la Reial Acadèmia de Ciències i Arts de Barcelona. Fou membre de la Comissió Internacional de Nomenclatura Orgànica i va rebre la medalla d'or de la Diputació Provincial de Barcelona.
Els seus fills Pere Pascual de Sans i Ramon Pascual de Sans van ser catedràtics de física teòrica.

## Recerca
La recerca de Josep Pascual es va plasmar en més de cent publicacions i en la direcció de més de cinquanta tesis doctorals, doctors que s'incorporaren en les universitats espanyoles, en el CSIC i/o en la industria química, fonamentalment en la farmacèutica.
Les principals línies d'investigació cultivades varen ser:
- Estudi d'α-aminocetones i β-hidroxi-α-aminoàcids (homoserines)
- Síntesi i estudi estereoquímic i conformacional dels àcids 2-hidroxiciclanocarboxilics (de 5, 6 i 7 àtoms de carboni)
- Ortoèsters -derivats orgànics amb tres grups alcoxi lligats a un àtom de carboni- i pseudoèsters -formes cícliques, furàniques o piràniques, d'àcids oxocarboxílics- i estudi químic de la condensació dels primers amb grups metilens activats, i dels segons en la obtenció de pirones i butenolides (esters cíclics o lactones de 4 àtoms de carboni amb una insaturació). La descoberta més significativa va ser que la addició intramolecular d'un grup carboxil al triple enllaç de cadenes de but-2-en-4-in condueix a butenolides en lloc de pirones com s'havia prèviament descrit (aquesta línia va obtenir un Ajut de Recerca de la Fundació “Juan March” l'any 1958) i es recollir en una memòria intitulada “Estudios sobre Antibióticos”
- Durant els anys 1966-69, es van sintetitzar i estudiar diversos alcohols mono-terpènics tipus mentol i mentanol, gràcies a un contracte-programa subscrit amb el Departament d'Agricultura dels EUA.
- Caracterització dels productes procedents de la dimerització reductiva de la pulegona -un oli essencial mono-terpènic present en la Mentha piperita, entre d'altres plantes-. Tema preferit de Josep Pascual que va conrear durant molts anys.

El 1982 s'aplegà la seva obra científica en el volum facsímil Obra científica del profesor Dr. José Pascual Vila (1895-1979).

## Mèrits
- Membre de la Comissió Internacional de Nomenclatura Orgànica
- Acadèmic de la Real Academia de Medicina de Sevilla (1930)
- Acadèmic de la Reial Acadèmia de Ciències i Arts de Barcelona (1944) i de la que fou president (1962-67)
- Acadèmic de la Real Academia de Ciencias Exactas, Físicas y Naturales de Madrid (1963)
- Soci d'Honor de la Real Sociedad Española de Física y Química (1959)
- Gran Cruz de la Orden Civil de Alfonso X el Sabio (1960)
- Membre d'Honor de la Societé de Chimie Industrielle (1960)
- Commandeur dans l'Odre des Palmes Academiques (1961)
- Premi de "Investigación en Ciencias “Ciudad de Barcelona”" (1963)
- Medalla d'Or de la Ciutat de Mataró (1965)
- Medalla d'Or al Mèrit Científic de l'Ajuntament de Barcelona (1969)
- Medalla d'Or de l'Excel·lentíssima Diputació Provincial de Barcelona (1971)